# Art Carney
Art Carney, właśc. Arthur William Matthew (ur. 4 listopada 1918 w Mount Vernon, zm. 9 listopada 2003 w Chester) – amerykański aktor sceniczny, filmowy, telewizyjny i radiowy.

## Zarys kariery
Do historii filmu przeszedł w 1975, kiedy otrzymał Oscara dla najlepszego aktora za rolę w filmie Harry i Tonto (1974) w reżyserii Paula Mazursky'ego. W rywalizacji o nagrodę pokonał wówczas takich gwiazdorów jak Albert Finney, Jack Nicholson, Al Pacino i Dustin Hoffman.
Carney był przede wszystkim aktorem telewizyjnym i radiowym, nigdy nie skończył żadnej szkoły filmowej. W latach 30. i 40. prowadził w radiu magazyn kryminalny, a następnie program dla dzieci. Potem przez 20 lat prowadził własny program w telewizji.
Jako aktor teatralny zadebiutował na Broadwayu w 1956 u boku Waltera Matthau. Popularność przyniosła mu postać Eda Nortona, którego grał w serialu The Honeymooners (na jego podstawie zrealizowano polskie Miodowe lata), w którym stworzył duet z Jackiem Gleasonem. Rola w serialu przyniosła mu 5 nagród Emmy. Współpracę z Gleasonem kontynuował w jego autorskim programie telewizyjnym Jackie Gleason Show.
Oscarowa rola Carneya w Harry i Tonto była jedną z jego pierwszych większych ról na dużym ekranie. Potem stworzył jeszcze kilka kreacji m.in. w filmach: Droga do kariery, Śmiertelny krzyk, Ostatni seans, Wizyty domowe, W starym, dobrym stylu, Wyzwanie, Bohater ostatniej akcji.
W 1993 wycofał się z życia publicznego. Ostatnie 10 lat życia spędził na wsi, w Westbrook, w stanie Connecticut.

## Nagrody
- Nagroda Akademii Filmowej Najlepszy aktor pierwszoplanowy: 1975 Harry i Tonto
- Złoty Glob
  - Najlepszy aktor w filmie komediowym: lub musicalu: 1974 Harry i Tonto